# Кеттенгайм
Кеттенгайм (нім. Kettenheim) — громада в Німеччині, розташована в землі Рейнланд-Пфальц. Входить до складу району Альцай-Вормс. Складова частина об'єднання громад Альцай-Ланд.
Площа — 3,47 км2. Населення становить 325 ос. (станом на 31 грудня 2020).